# Amato Opera

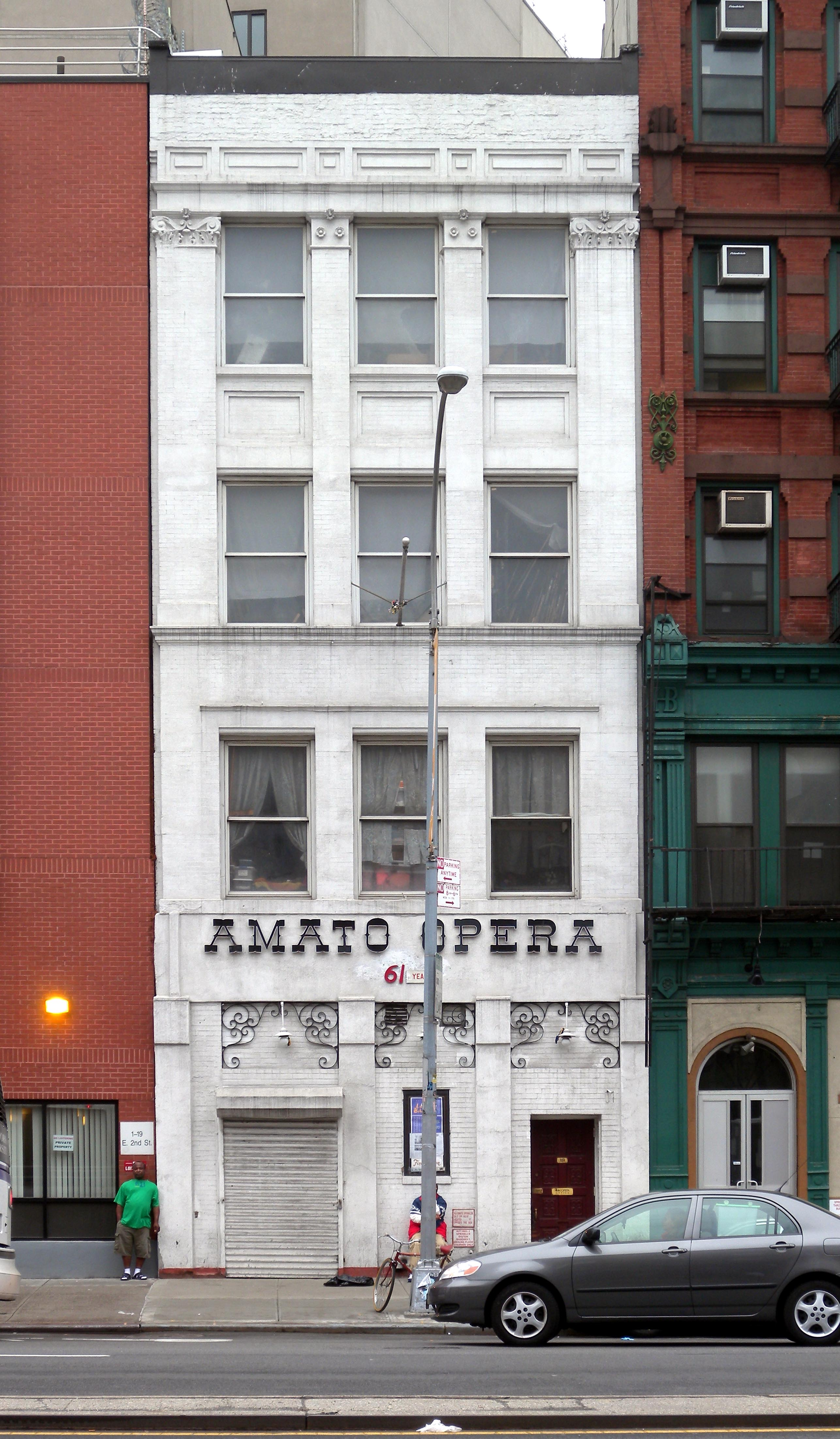
Amato Opera

Die Amato Opera war ein Opernhaus in East Village, New York City. Sie wurde 1948 von Anthony und Sally Amato gegründet und geleitet. Sie galt als kleinste Oper der Welt. Am 31. Mai 2009 fand mit Le nozze di Figaro die letzte Aufführung statt. Die Oper wird heute als Bleecker Street Opera und Amore Opera von ehemaligen Mitarbeitern fortgeführt.